# UFC on Fox: Alvarez vs. Poirier II
UFC on Fox: Alvarez vs. Poirier II (também conhecido como UFC on Fox 30) foi um evento de MMA produzido pelo Ultimate Fighting Championship no dia 28 de Julho de 2018, na Scotiabank Saddledome em Calgary, Alberta, Canada.

## Bônus da Noite
Os lutadores receberam $50.000 de bônus:
- Luta da Noite:  John Makdessi vs.  Ross Pearson
- Performance da Noite:  Dustin Poirier e  José Aldo